# رون ماكلارتي
رون ماكلارتي (بالإنجليزية: Ron McLarty)‏ هو كاتب وممثل أمريكي، ولد في 26 أبريل 1947 ببروفيدنس في الولايات المتحدة.

## أعمال

### أفلام
- (1997) ساعي البريد[4][5]
- (2014) القديس فينسنت[6][7]

## وصلات خارجية
- رون ماكلارتي على موقع IMDb (الإنجليزية)
- رون ماكلارتي على موقع روتن توميتوز (الإنجليزية)
- رون ماكلارتي على موقع ميوزك برينز (الإنجليزية)
- رون ماكلارتي على موقع قاعدة بيانات برودواي على الإنترنت (الإنجليزية)
- رون ماكلارتي على موقع ديسكوغز (الإنجليزية)
- رون ماكلارتي على موقع قاعدة بيانات الفيلم (الإنجليزية)